# Liga Ecuatoriana de Voleibol (damer)
Liga Ecuatoriana de Voleibol är den högsta ligan i volleyboll i Ecuador. Ligan organiseras av Federación Ecuatoriana de Voleibol och har funnits sedan 2014. 

## Resultat per säsong
| Säsong                    | Podium              | Podium              | Podium |
| Mästare                   | Tvåa                | Trea                |        |
| ------------------------- | ------------------- | ------------------- | ------ |
| 2014/2015 mer information | JML de Guayaquil    | USFQ                |        |
| 2016 mer information      | Barcelona           | Club Ducks          |        |
| 2017 mer information      | USFQ                | Club UVIV Guayaquil |        |
| 2018 mer information      | USFQ                | Club UVIV Guayaquil |        |
| 2019/2020 mer information | Club UVIV Guayaquil | Fedeguayas          |        |
| 2022 mer information      | Club UVIV Guayaquil | Atlético Porteño    |        |